# Coaña
Coaña (en eonaviego: Cuaña) es un concejo de la comunidad autónoma del Principado de Asturias, España.
Limita al norte con el mar Cantábrico, al sur con Boal, al este con el río Navia, que hace de frontera con Navia y Villayón y al oeste con El Franco. Cuenta con una población de 3323 habitantes (INE 2024).
Es uno de los municipios en los que se habla eonaviego (o gallego-asturiano).

## Geografía
Integrado en la comarca del Eo-Navia, se sitúa a 113 kilómetros de Oviedo. El término municipal está atravesado por la autovía A-8 y por las carreteras nacional N-634, entre los kilómetros 525 y 531, la regional AS-12, que conecta con Boal, Illano y Grandas de Salime, y las locales de 2.º orden CÑ-1, CÑ-2, CÑ-3, CÑ-4, CÑ-5 y CÑ-6, que permiten la comunicación dentro del municipio y con El Franco. El pueblo se alza a 87 m sobre el nivel del mar.
| Noroeste: El Franco | Norte: Mar Cantábrico | Nordeste: Navia        |
| Oeste: El Franco    |                       | Este: Navia y Villayón |
| Suroeste: El Franco | Sur: Boal             | Sureste: Villayón      |

Su relieve está marcado por dos zonas diferentes, las tierras bajas con sus fuertes acantilados y sus tierras altas al interior, con un complicado relieve formado por las sierras de Cuadramón y la Vara, los montes de Abredo y el de Coaña, todos ellos de moderada altura. Sus elevaciones máximas están en el pico Lebredo (834 m), en el límite con Boal. Otras alturas a destacar son el pico Vidrosa (642 m) y el pico del Águila (575 m).
Los principales cauces fluviales son: el río Navia y dos de sus afluentes el Meiro y el Palmión. Sobre el río Navia, se ha construido el embalse de Arbón, cuya presa se encuentra en el límite entre Coaña y Villayón. Su flora autóctona ha sufrido grandes pérdidas dominando cada vez más eucalipto.

## Historia
No hay restos anteriores a la cultura castreña, ahora sí, estos son los más bonitos ejemplos de esta arquitectura. De este modo tenemos los castros de Coaña y Mohías, que han sido durante épocas todo un símbolo del mundo castreño en Asturias.

### Edades Media y Moderna
En su Época Medieval, nos da información el monasterio de Cartavio y el castillo de Aguilar y su vinculación a la iglesia de Oviedo. El monasterio de Cartavio posee inscripciones que datan del 970 que nos hablan de la donación de este centro a la sede ovetense. Otro monasterio con gran influencia fue el de Corias ya desde su fundación que incluía donaciones de propiedades en esta zona.
En los siglos XII y XIII, las tierras comprendidas entre el río Eo y el Navia son cedidas al obispo de Oviedo por Alfonso VII, por los continuos problemas entre los prelados de Lugo y Oviedo, dando a cambio las tierras que tenía el obispo de Oviedo en la zona de Lugo. Su administración se centraliza en el siglo XIII con la creación de la puebla de Revoledo, en tierras del actual concejo de Castropol. Esta zona es a finales de la Edad Media uno de los lugares con mayor concentración de patrimonio del cabildo ovetense.
En el siglo XVI, el municipio sigue bajo el poder del cabildo ovetense, siendo con Felipe II, y el decreto de la desvinculación de los bienes eclesiásticos lo que permitió la formación del ayuntamiento autónomo de Castropol.

### Edad Contemporánea
En el siglo XIX, la guerra de la independencia dio lugar al saqueo de Coaña y a diversas escaramuzas. Este siglo también traerá el progreso, así este concejo se dota de ayuntamiento y casa consistorial, se construye el puente de hierro sobre el río Navia, se inaugura la vía de comunicación entre Coaña y Navia.
En el siglo XX, hay que destacar la construcción del aeródromo de Jarrio (1936-1964) durante la guerra civil española y del Hospital Comarcal, que da servicio a buena parte del occidente astur.

## Demografía
Coaña cuenta con una población de 3323 habitantes (INE 2024).
| Gráfica de evolución demográfica de Coaña entre 1842 y 2021                                                         |
| |
| Población de derecho según los censos de población del INE Población de hecho según los censos de población del INE |

Coaña tiene una población censada de 3323 habitantes. Este concejo ha sufrido los efectos de la emigración que ha conocido toda esta zona y que es carente de un empleo industrial suficiente. Coaña se ha beneficiado de su proximidad a Navia con la que cumple las funciones de área residencial y de expansión.
Su población actual es la más baja que ha tenido desde el siglo XIX, esto es debido a un declive lento pero continuo partiendo de 1970 donde alcanzara su cuota máxima de población con 6071 habitantes. En lo referente a su pirámide demográfica es similar a los concejos marítimos del occidente con 1,09 personas mayores por una joven, que aun siendo grave, no lo es tanto como en los concejos rurales del interior donde el número de personas mayores de sesenta suele duplicar a las jóvenes.
Coaña ha conocido la emigración en fases diferentes, en el primer tercio del siglo XX, su emigración se dirigió hacia América, siendo Cuba y Argentina los que más emigrantes recibieron. En una segunda fase a partir de mediados del siglo XX se dirigen hacia Europa, principalmente Alemania, Francia, o Suiza. La mayoría son jóvenes del medio rural.

## Economía
Su economía antiguamente pujante basada en la agricultura y la ganadería, ha ido poco a poco descendiendo, dedicándose la agricultura más al autoconsumo, y siendo la ganadería su actividad principal. No obstante, en este año el número mayor de empleos está en el sector de servicios, con el 49,25 %, mientras que el sector primario tiene el 34,59 % y el industrial el 16,16 %.
De su actividad minera y de la existencia de alguna ferrería en la cuenca del Meiro, no quedan rastros o señales.

## Administración y política

### Gobierno municipal

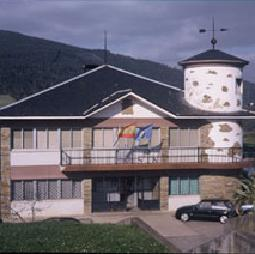
Casa consistorial

En el concejo de Coaña, desde 1979, el partido que más tiempo ha gobernado ha sido el PP. Su actual alcalde es Rosana González del PP quien accedió a la alcaldía en 2019, aunque su partido lleva gobernando en el concejo desde 2003.
| Periodo   | Nombre                           | Partido | Partido                                          |
| --------- | -------------------------------- | ------- | ------------------------------------------------ |
| 1979-1983 | Antolín Suárez Álvarez           |         | Unión de Centro Democrático (UCD)                |
| 1983-1992 | Celestino Benigno González Pérez |         | Federación Socialista Asturiana (FSA-PSOE)       |
| 1992-1995 | Julia García López               |         | Federación Socialista Asturiana (FSA-PSOE)       |
| 1995-1999 | Julia García López               |         | Candidatura de los Independientes de Coaña (ICO) |
| 1999-2003 | Salvador Méndez Méndez           |         | Unión Renovadora Asturiana (URAS)                |
| 2003-2019 | Salvador Méndez Méndez           |         | Partido Popular (PP)                             |
| 2019-Act. | Rosana González                  |         | Partido Popular (PP)                             |

| Partido político    | Partido político                                                                                | 1979   | 1983   | 1987   | 1991   | 1995   | 1999   | 2003   | 2007   | 2011   | 2015   | 2019   | 2023   |
| Partido político    | Partido político                                                                                | Ediles | Ediles | Ediles | Ediles | Ediles | Ediles | Ediles | Ediles | Ediles | Ediles | Ediles | Ediles |
|                     | Alianza Popular (AP)-Partido Popular (PP)                                                       | —      | 4      | 3      | 2      | 2      | 4      | 7      | 7      | 9      | 8      | 6      | 7      |
|                     | Federación Socialista Asturiana (FSA-PSOE)                                                      | 4      | 6      | 7      | 6      | 1      | 2      | 3      | 4      | 2      | 2      | 5      | 4      |
|                     | Partido Comunista de España (PCE)-Izquierda Unida (IU)-Bloque por Asturies (BA)-Los Verdes (LV) | 1      | —      | 0      | 1      | 0      | 1      | 1      | 0      | 0      | 0      | 0      | 0      |
|                     | Candidatura de los Independientes de Coaña (ICO)                                                | —      | —      | —      | —      | 8      | —      | —      | —      | —      | 1      | —      | —      |
|                     | Unión de Centro Democrático (UCD)-Centro Democrático y Social (CDS)                             | 4      | 1      | 1      | 2      | —      | —      | —      | —      | —      | —      | —      | —      |
|                     | Unión Renovadora Asturiana (URAS)-Partíu Asturianista (PAS)                                     | —      | —      | —      | —      | —      | 4      | 0      | —      | —      | —      | —      | —      |
|                     | Independientes                                                                                  | 2      | —      | —      | —      | —      | —      | —      | —      | —      | —      | —      | —      |
| Total de concejales | Total de concejales                                                                             | 11     | 11     | 11     | 11     | 11     | 11     | 11     | 11     | 11     | 11     | 11     | 11     |

### Organización territorial
El concejo de Coaña se divide en 7 parroquias:
- Cartavio
- Coaña
- Folgueras
- Lebredo
- Mohías
- Trelles
- Villacondide

## Cultura

### Patrimonio

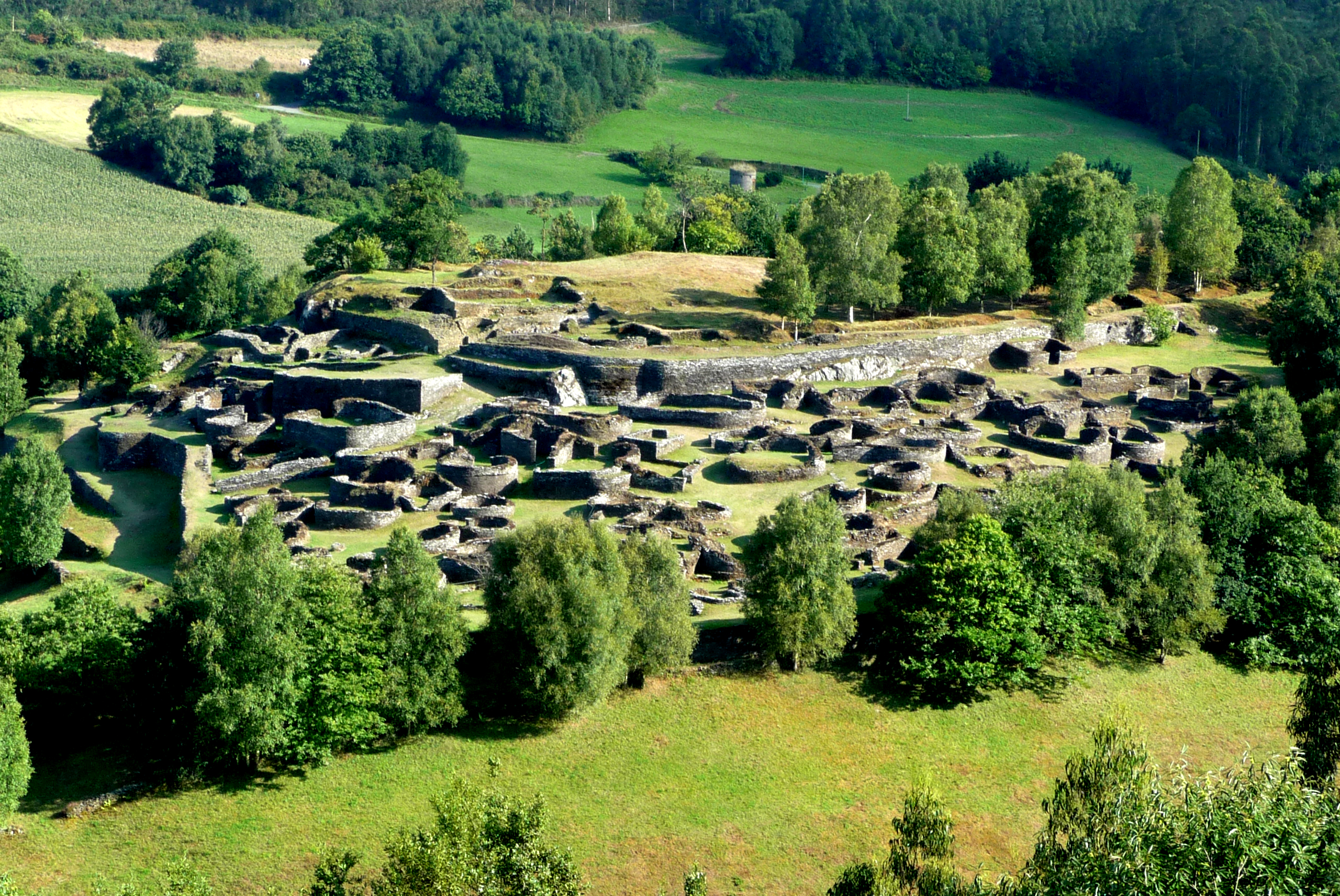
Castro de Coaña

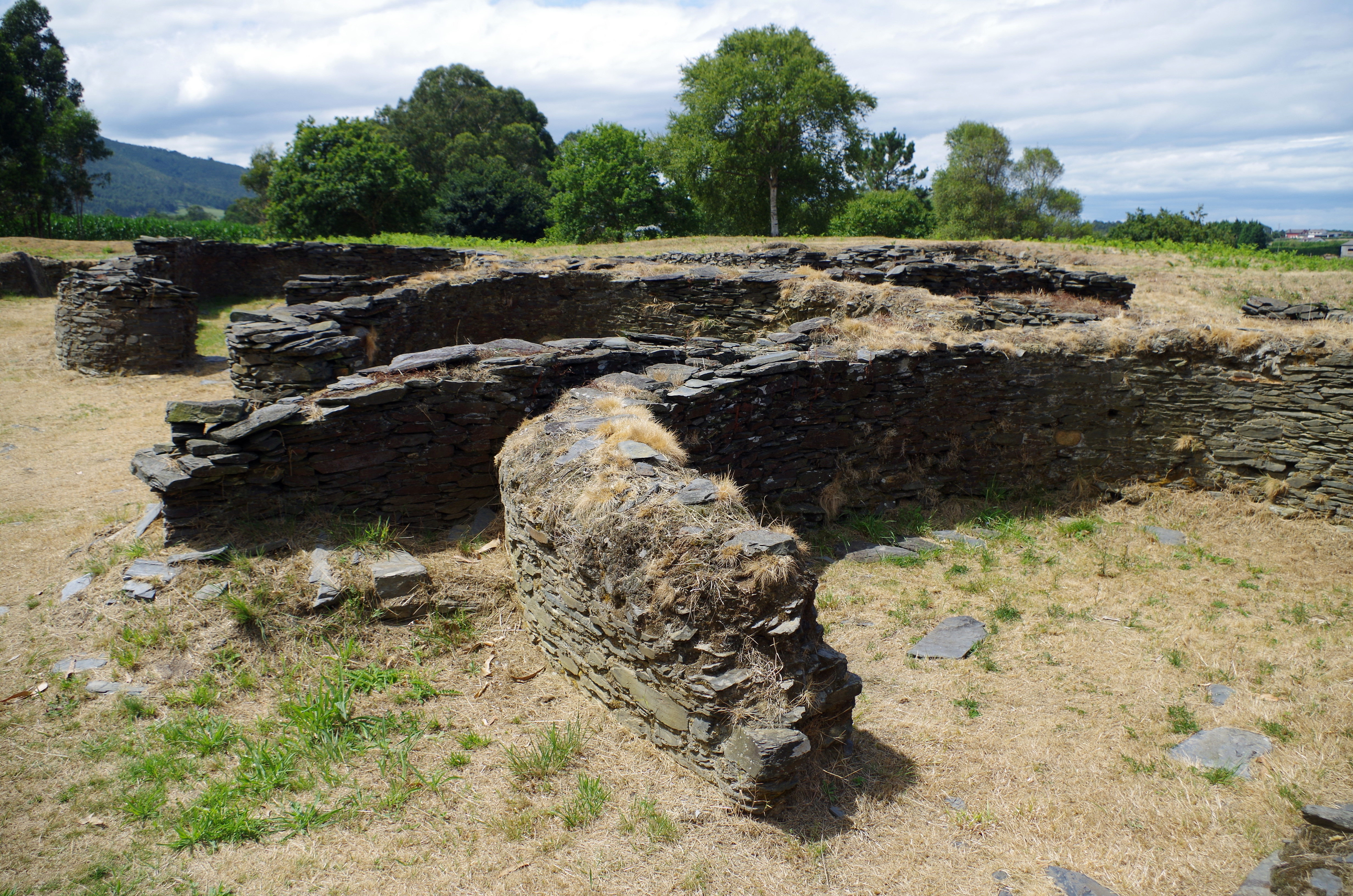
Castro de Mohías

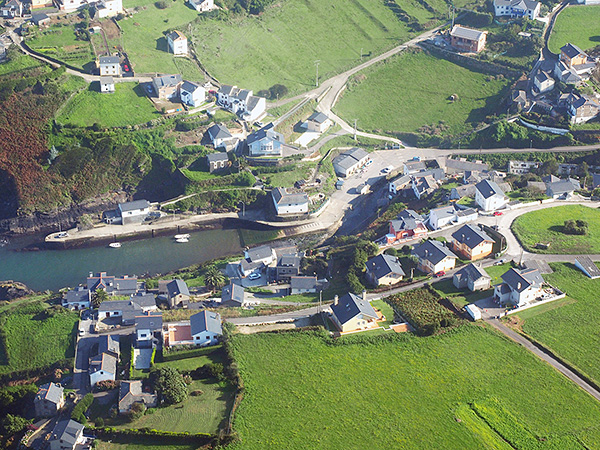
Ortiguera

Si por algo destaca este concejo es, como ya dijimos, por sus castros. En cuanto al resto de muestras arquitectónicas y patrimonio, este concejo tiene pocas, debido en parte a su pequeño tamaño. Hablemos de sus castros:
- El castro de Coaña, también conocido por El Castrillon o Castellón, en Villacondide, ha tenido diferentes excavaciones pero las más importantes se realizaron en 1878, haciéndose en 1936 una excavación más completa. Su construcción data de comienzos de nuestra era, su mayor importancia fue durante el periodo Flavio y fue perdiendo importancia a partir del siglo III. Este castro se ha relacionado con las explotaciones auríferas de la cuenca del Navia. Su estructura está marcada por una zona exterior de sistema defensivo que sería la muralla, con torreones y foso, debido a su lugar estratégico. En su interior hay dos espacios, la parte alta utilizada como abrevadero y al pie la parte baja que sería el poblado propiamente dicho. Su estructura es como la típica de la zona, de planta circular con porche y puerta de entrada, hay también edificios elípticos y rectangulares divididos interiormente por tabiques. Están construidos en pizarra y barro sin apenas vanos, con tejado vegetal y muy raramente con pizarra. Las calles tienen canal de desagüe y está enlosado. Una construcción a destacar es una cámara de falsa bóveda y canalizaciones en el suelo, que tiene una gran pieza monolítica de granito en forma de bañera. Este enclave es Monumento Histórico Artístico.
- El castro de Mohías, en contra de las situaciones normales de los castros, está situado en una zona llana de la costa. Este castro ya existía en el siglo I de nuestra Era. Su estructura contaba con una muralla que rodeaba las viviendas con un metro y medio de anchura y con tres fosos excavados en la roca. Sus viviendas predominan las rectangulares con esquinas redondeadas. Es Monumento Histórico Artístico.

Se destaca tanto en su arquitectura civil como religiosa:
- Santa María de Cartavio, no se conserva nada de su primitiva construcción datada en el año 976. De su edificación romana sólo queda una ventana de forma circular.
- El palacio de Mohías de la familia Cienfuegos-Jovellanos, marqueses de Mohías, edificio del siglo XVIII, su estructura es en forma de “U”, cerrado por un muro, en la parte trasera hay una torre que destaca muy poco en altura del resto del conjunto. Su fachada es sobria y marcada por una simetría centrada en la puerta que es adintelada y enmarcada por molduras con pequeñas orejas y a sus lados ambos escudos. En el piso bajo se abren saeteras y en el superior ventanas. Tiene una capilla adosada, con puerta parecida a la principal pero a menor escala. La finca está rodeada de una cerca de poca altura y dentada, dando idea de almena.
- La quinta Jardón, edificio ecléctico. Esta familia de gran fortuna promovió otros edificios en la zona de Ortiguera como fueron: Las escuelas con estructura de dos cuerpos con grandes ventanas para dar luminosidad, acabadas en arco de medio punto. El parque dentro del terreno de la finca, donde se levanta el busto en honor del benefactor.

### Fiestas
- En julio: el día 16 se celebra el Carmen en Ortiguera, donde hay la tradición de bajar la imagen de la Virgen desde su ermita a la rula, donde queda a dormir por una noche. Los días 24 al 27 Santiago y Santa Ana en Jarrio y Folgueras.
- En agosto: el día 7 San Cayetano en Sequeiro. Los días del 5 al 7 la fiesta de San Salvador en Loza.
- En septiembre: el primer fin de semana La Caridad y San Agustín en Ortiguera que se celebra con regatas y jira. Durante la segunda quincena se celebran las fiestas del Rosario en Cartavio. El 26 y 27 San Cosme y San Damián en Villacondide.
- En octubre: la festividad de Nuestra Señora del Rosario en la villa de Coaña.
- En diciembre: el día 26 la fiesta de San Esteban en San Esteban.